# Associazione Calcio Cuneo 1905 Olmo
Maillots
L''Associazione Calcio Cuneo 1905 Olmo est un club italien de football. Il est basé à Coni dans la province de Coni au Piémont. Le club fait faillite à plusieurs reprises dans son histoire.

## Historique
- 1905 - fondation du club

Ancien logo du club (1998-2019)

- 1989-1992 : Serie C2 (quatrième division)
- 2000-2005 : Serie D (cinquième division)
- 2005-2008 : Serie C2 (quatrième division)
- 2008-2011 : Serie D (cinquième division)
- 2011-2012 : Lega Pro Seconda Divisione (quatrième division)
- 2012-2013 : Lega Pro Prima Divisione  (troisième division)
- 2013-2014 : Lega Pro Seconda Divisione (quatrième division)
- 2014-2015 : Serie D (quatrième division)
- 2015-2016 : Lega Pro (troisième division)
- 2016-2017 : Serie D (quatrième division)
- 2017-2019 : Serie C (troisième division)
- 2019- : Seconda Categoria (huitième division)

## Identité du club

### Changements de nom
- 1904-1915 : Unione Sportiva Alta Italia
- 1915-1919 : Unione Sportiva Cuneese
- 1919-1927 : Unione Sportiva Alta Italia
- 1927-1930 : Polisportiva La Fedelissima Cuneese
- 1930-1933 : Cuneo Sportiva
- 1933-1934 : Cuneo Sportiva - O.N.D.
- 1934-1937 : Dopolavoro Comunale – Cuneo Sportiva - Dopolavoro Cuneo
- 1937-1938 : Cuneo Sportiva
- 1938-1945 : Associazione Calcio Cuneo
- 1945-1950 : Cuneo Sportiva
- 1950-1951 : Associazione Sportiva Cuneo O.R.A.
- 1951-1972 : Associazione Calcio Cuneo Sportiva
- 1972-1980 : Associazione Calcio Cuneo
- 1980-1989 : Cuneo Calcio '80
- 1989-1998 : Cuneo Sportiva
- 1998-2020 : Associazione Calcio Cuneo 1905
- 2020-2021 : Cuneo Football Club
- 2021- : Associazione Calcio Cuneo 1905 Olmo